# World Team Challenge

Logo der World Team Challenge 2006

Die World Team Challenge ist ein Biathlonwettbewerb, der seit 2002 kurz vor dem Jahresende in der Veltins-Arena in Gelsenkirchen stattfindet.
Bereits vorher fand das Mixed-Event zwischen Weihnachten und Neujahr in Ruhpolding statt, bis es 2001 aus finanziellen Gründen den Standort wechselte. Die Veranstaltungen in den Jahren 2020 und 2021 fanden aufgrund der Corona-Pandemie in der Chiemgau-Arena in Ruhpolding statt.

## Vorbereitungen
Da es im Ruhrgebiet nur unzureichend natürlichen Schnee gibt, wird rund um das Stadion eine etwa 1200 Meter lange Skatingtrasse aus Kunstschnee präpariert. Die rund 3000 Kubikmeter Kunstschnee werden von der Skihalle Neuss geliefert.
Das Schießen findet innerhalb des Stadions statt, wo eigens dafür ein regelkonformer Schießstand aufgebaut wird. Bei der World Team Challenge am 27. März 2011 kam zum ersten Mal ein Laser-Schieß-System zum Einsatz.
Die World Team Challenge zählt nicht zum Biathlon-Weltcup.

## Regeln des Biathlon-Wettbewerbs

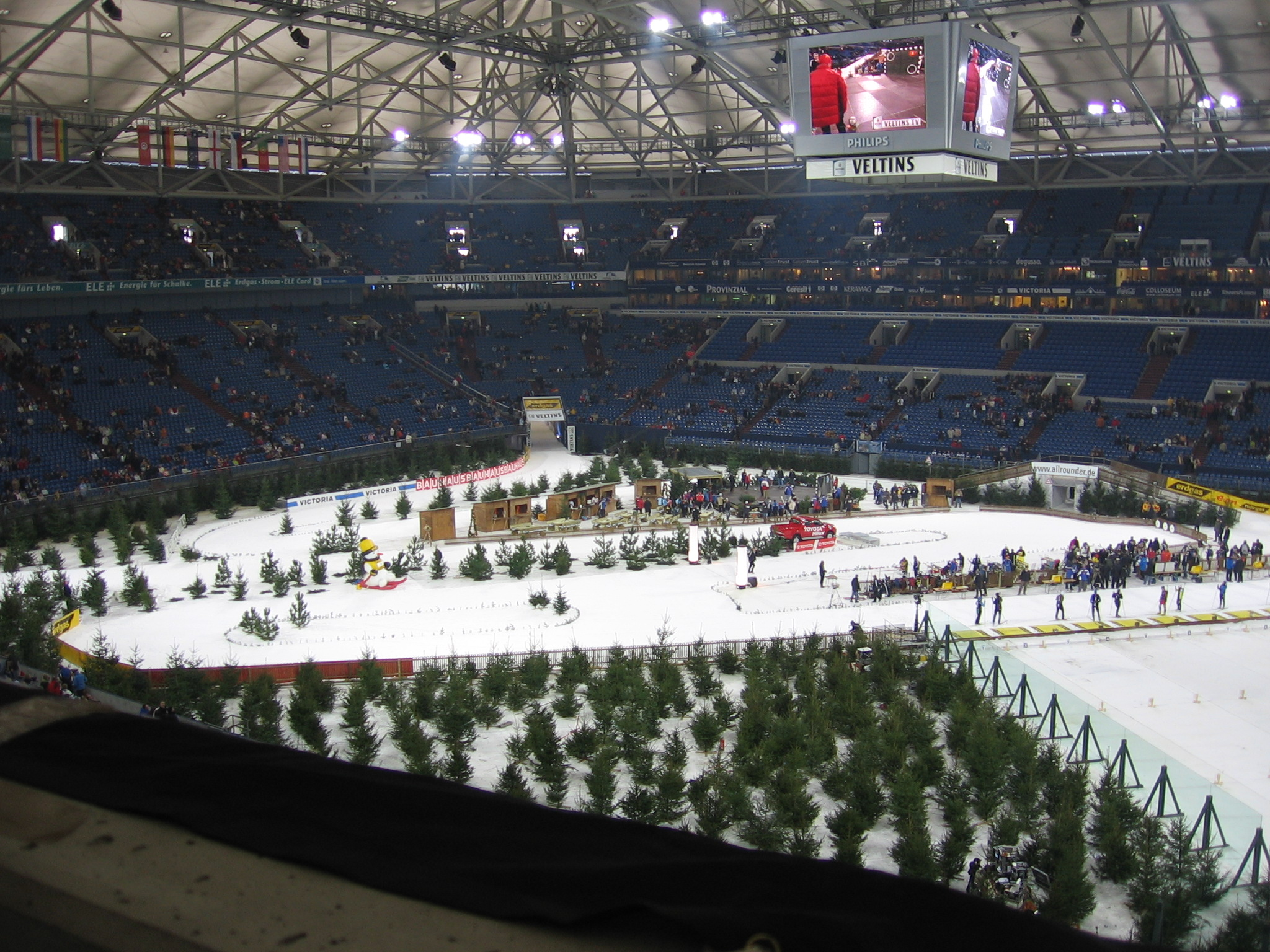
Das Innere der Veltins-Arena während der World Team Challenge 2005

Die Athleten gehen in Zweier-Teams an den Start, die aus je einem Mann und einer Frau bestehen. Diese wechseln sich nach einer gelaufenen Runde und dem danach folgenden Schießen immer ab.
Im Wesentlichen folgt die Veranstaltung den offiziellen Biathlon-Regeln. Von den übrigen Biathlon-Veranstaltungen unterscheidet sich die World Team Challenge jedoch vor allem durch die kurze Streckenlänge von lediglich 1,2 Kilometern und den dadurch häufiger stattfindenden Schießeinlagen, da nach jeder Runde geschossen wird. Die Strafrunde, die für jeden Fehlschuss gelaufen werden muss, ist mit knapp 100 Meter kürzer als bei sonstigen Rennen.
Der Wettkampf besteht aus insgesamt etwa zehn Runden. In den Jahren 2002 bis 2005 wurde ein Massenstartrennen über zwölf Runden gelaufen. 2006 fand nach dem Massenstartrennen über neun Runden zusätzlich ein Verfolgungsrennen statt, die Sieger standen erst nach beiden Rennen fest. Im Jahr 2012 wurde der Sieger in der Kombination aus zwei Rennen ermittelt. Zuerst fand ein Massenstartrennen statt und anschließend ein Verfolgungsrennen.

## Veranstaltung
Neben dem eigentlichen Biathlonrennen gibt es ein umfangreiches Rahmenprogramm, dazu gehören in der Regel Nachwuchsrennen, eine „Schneeballschlacht-WM“, Auftritte bekannter Künstler und ein „Shoot-Out“ der Athleten des Hauptrennens.

## Statistik

### Wettbewerbe und Sieger
| Nr. | Jahr      | Name                                                 | Land                   |
| --- | --------- | ---------------------------------------------------- | ---------------------- |
| 1   | 2002      | Michael Greis und Martina Glagow                     | Deutschland            |
| 2   | 2003      | Ole Einar Bjørndalen und Gunn Margit Andreassen      | Norwegen               |
| 3   | 2004      | Ole Einar Bjørndalen und Liv-Kjersti Eikeland        | Norwegen               |
| 4   | 2005      | Ole Einar Bjørndalen und Linda Tjørhom               | Norwegen               |
| 5   | 2006      | Ole Einar Bjørndalen und Linda Grubben               | Norwegen               |
| 6   | 2007      | Dmitri Jaroschenko und Jekaterina Jurjewa            | Russland               |
| 7   | 2008      | Andrij Derysemlja und Oksana Chwostenko              | Ukraine                |
| 8   | 2009      | Christoph Sumann und Kati Wilhelm                    | Österreich Deutschland |
| 9   | 2010/11 1 | Jewgeni Ustjugow und Swetlana Slepzowa               | Russland               |
| 10  | 2011      | Carl Johan Bergman und Kaisa Mäkäräinen              | Schweden Finnland      |
| 11  | 2012      | Anton Schipulin und Jekaterina Jurlowa               | Russland               |
| 12  | 2013      | Florian Graf und Laura Dahlmeier                     | Deutschland            |
| 13  | 2014      | Serhij Semenow und Walentyna Semerenko               | Ukraine                |
| 14  | 2015      | Martin Fourcade und Marie Dorin-Habert               | Frankreich             |
| 15  | 2016      | Simon Schempp und Vanessa Hinz                       | Deutschland            |
| 16  | 2017      | Alexei Wolkow und Jekaterina Jurlowa-Percht          | Russland               |
| 17  | 2018      | Lukas Hofer und Dorothea Wierer                      | Italien                |
| 18  | 2019      | Marte Olsbu Røiseland und Vetle Sjåstad Christiansen | Norwegen               |
| 19  | 2020      | Jewgenija Pawlowa und Matwei Jelissejew              | Russland               |
| 20  | 2021      | Felix Leitner und Lisa Hauser                        | Österreich             |
| 21  | 2022      | Fabien Claude und Julia Simon                        | Frankreich             |
| 22  | 2023      | Fabien Claude und Julia Simon                        | Frankreich             |
| 23  | 2024      | Karoline Offigstad Knotten und Sturla Holm Lægreid   | Norwegen               |

### Erfolgreichste Nationen
Bislang konnten sieben verschiedene Nationen das Event gewinnen, wobei je ein Sieg von Österreich und Deutschland sowie die Siege von Finnland und Schweden jeweils durch ein gemischtes Team errungen wurde.
| Platz | Land        | Siege |
| ----- | ----------- | ----- |
| 1     | Norwegen    | 6     |
| 2     | Russland    | 5     |
| 3     | Deutschland | 4     |
| 4     | Frankreich  | 3     |
| 5     | Österreich  | 2     |
| 5     | Ukraine     | 2     |
| 7     | Finnland    | 1     |
| 7     | Italien     | 1     |
| 7     | Schweden    | 1     |

### Erfolgreichste Teilnehmer
Die meisten Siege hat der Norweger Ole Einar Bjørndalen, er gewann in den Jahren 2003 bis 2006 viermal hintereinander das Event. Die Siege erreichte er mit drei verschiedenen Partnerinnen. Seine Siegesserie endete 2007, als er gemeinsam mit Tora Berger als vierte Teampartnerin den fünften Triumph mit einem zweiten Platz knapp verfehlte.
Als erste Frau konnte Linda Grubben den Wettbewerb zweimal gewinnen, 2005 (noch unter ihrem Mädchennamen als Linda Tjørhom) und 2006, beide Male zusammen mit Ole Einar Bjørndalen. Im Jahr 2017 gewann auch Jekaterina Jurlowa-Percht, nach ihrem ersten Erfolg im Jahr 2012, zum zweiten Mal die Biathlon-World-Team-Challenge. 
Julia Simon und Fabien Claude konnten den Wettbewerb 2022 und 2023 gewinnen und sind damit nach Bjørndalen und Tjørhom/Grubben die zweite Mannschaft, die in gleicher Besetzung die World Team Challenge mehrmals gewann.
Michael Greis nahm als einziger Athlet an allen bis 2012 ausgetragenen Veranstaltungen teil und konnte 2002 zusammen mit Martina Glagow den Sieg erringen. Sein Rennen am 29. Dezember 2012 war zudem sein letztes Rennen als aktiver Biathlet.

### Platzierungen
| Platz | Nation      | Gold | Silber | Bronze | Gesamt |
| ----- | ----------- | ---- | ------ | ------ | ------ |
| 01    | Norwegen    | 6    | 3      | 2      | 11     |
| 02    | Russland    | 5    | 3      | 3      | 11     |
| 03    | Deutschland | 4    | 8      | 7      | 19     |
| 04    | Frankreich  | 3    | 4      | 2      | 9      |
| 05    | Ukraine     | 2    | 3      | 1      | 6      |
| 06    | Österreich  | 2    | 1      | 2      | 5      |
| 07    | Finnland    | 1    | 0      | 1      | 2      |
| 07    | Schweden    | 1    | 0      | 1      | 2      |
| 09    | Italien     | 1    | 0      | 0      | 1      |
| 010   | Tschechien  | 0    | 1      | 2      | 3      |
| 011   | Slowenien   | 0    | 0      | 2      | 2      |
| 012   | Belarus     | 0    | 0      | 1      | 1      |
| 012   | Polen       | 0    | 0      | 1      | 1      |